# Stegolepis hitchcockii
Stegolepis hitchcockii är en gräsväxtart som beskrevs av Bassett Maguire. Stegolepis hitchcockii ingår i släktet Stegolepis och familjen Rapateaceae.

## Underarter
Arten delas in i följande underarter:
- S. h. hitchcockii
- S. h. morichensis